# Krzysztof Sachse
Krzysztof Sachse (ur. 10 stycznia 1942 w Krakowie, zm. 13 lipca 2021) – polski inżynier elektronik, doktor habilitowany nauk technicznych, specjalista w zakresie techniki mikrofalowej. Był profesorem nadzwyczajnym na Wydziale Elektroniki Politechniki Wrocławskiej. Jego żoną była prof. Joanna Sachse.

## Życiorys
Urodził się jako syn architekta Frydolina Sachse i jego żony Zofii z Tylińskich Sachsowej. Po odbyciu studiów w latach 1959–1965 na Wydziale Łączności Politechniki Gdańskiej, w 1967 rozpoczął pracę jako asystent w Zakładzie Teorii i Techniki Mikrofalowej w Instytucie Telekomunikacji i Akustyki Politechniki Wrocławskiej. W 1974 uzyskał doktorat w dziedzinie elektroniki i elektrotechniki na podstawie dysertacji pt. Szerokopasmowe sprzęgacze kierunkowe o sprzężeniu 3-dB dla zastosowań w mikrofalowych układach scalonych. Stopień doktora habilitowanego w zakresie radiotechniki uzyskał w 1991 na Politechnice Wrocławskiej na podstawie pracy Analiza i właściwości linii transmisyjnych i falowodów o wielu warstwach dielektrycznych i półprzewodnikowych. W 1974 został adiunktem, a w 1996 profesorem nadzwyczajnym Politechniki Wrocławskiej.
W 1979 był stypendystą wizytującym w Laboratorium Mikrofal i Półprzewodników na Uniwersytecie Lille I we Francji. Od 1988 był kierownikiem Zakładu Teorii i Techniki Mikrofalowej Instytutu Telekomunikacji i Akustyki.
Przedmiotem jego badań było rozwiązywanie problemów granic elektromagnetycznych dla linii transmisyjnych i falowodów typu mikropaskowego, projektowanie mikrofalowych układów scalonych oraz projektowanie systemów i komponentów antenowych do zasilania mikrofalami. Jego badania były związane z analizą terenową cylindrycznych wnęk mikrofalowych stosowanych w wielodiodowych sumatorach Gunna, spektrometrach rezonansu paramagnetycznego fali ciągłej i elektronów impulsowych, oraz projektowanie sieci formujących wiązkę dla anten z układem fazowym.
Był autorem lub współautorem 9 patentów.
Brał udział w pracach Sekcji Mikrofal i Radiolokacji przy Komitecie Elektroniki i Telekomunikacji Polskiej Akademii Nauk. Był też członkiem Polskiego Towarzystwa Elektrotechniki Teoretycznej i Stosowanej. Pochowany został na Cmentarzu Kiełczowskim.

## Odznaczenia
W 1996 na wniosek Ministra Edukacji Narodowej odznaczony przez Prezydenta RP Srebrnym Krzyżem Zasługi.

## Publikacje

### monografie
- Sachse K., Analiza i właściwości linii transmisyjnych i falowodów o wielu warstwach dielektrycznych i półprzewodnikowych, Wrocław: Wydawnictwo Politechniki Wrocławskiej, 1991

### artykuły naukowe w wydawnictwach ciągłych
- Sachse K., Sawicki A., Quasi-ideal multilayer two- and three-strip directional couplers for monolithic and hybrid MIC′s. „IEEE Transactions on Microwave Theory and Techniques”, 1999, vol. 47, nr 9, s. 1873–1882
- Gruszczyński S., Sachse K., Wincza K., Design of compensated coupled-stripline 3-dB directional couplers, phase shifters, and magic-T′s. Pt. 2, Broadband coupled-line circuits, „IEEE Transactions on Microwave Theory and Techniques”, 2006, vol. 54, nr 9, s. 3501–3507
- Gruszczyński S., Sachse K., Wincza K., Design of compensated coupled-stripline 3-dB directional couplers, phase shifters, and magic-T′s. Pt. 1, Single-section coupled-line circuits, „IEEE Transactions on Microwave Theory and Techniques”, 2006, vol. 54, nr 11, s. 3986–3994
- Sachse K., The scattering parameters and directional coupler analysis of characteristically terminated asymmetric coupled transmission lines in an inhomogeneous medium, „IEEE Transactions on Microwave Theory and Techniques”, Apr 1990, vol. 38, Issue 4
- Gruszczyński S., Sachse K., Wincza K., Reduced sidelobe four-beam antenna array fed by modified Butler matrix, „Electronics Letters”, 2006, vol. 42, nr 9, s. 508–509
- Sachse K. , Sawicki A., Lower and Upper Bound Calculations on the Capacitance of Multiconductor Printed Transmission Line Using the Spectral-Domain Approach and Variational Method, „IEEE Transactions on Microwave Theory and Techniques”, Feb 1986, vol. 34, Issue 2

- Gruszczyński S., Kuta S., Sachse K., Wincza K., Ultrabroadband 8x8 Butler matrix designed with the use of multisection directional couplers and phase correction networks. Microwave and Optical Technology Letters. 2012, vol. 54, nr 6, s. 1375–1380
- Gruszczyński S., Sachse K., Wincza K., Broadband planar fully integrated 8 × 8 Butler matrix using copuled-line directional couplers, „IEEE Transactions on Microwave Theory and Techniques”, 2011, vol. 59, nr 10, s. 2441–2446
- Gruszczyński S., Sachse K., Wincza K., Conformal four-beam antenna arrays with reduced sidelobes, „Electronics Letters”, 2008, vol. 44, nr 3, s. 174–175
- Gruszczyński S., Sachse K., Wincza K., Design of high-performance three-strip 3-dB directional coupler in multilayer technology with compensated parasitic reactances, „Microwave and Optical Technology Letters”, 2007, vol. 49, nr 7, s. 1656–1659
- Gruszczyński S., Sachse K., Wincza K., Compact broadband Butler matrix in multilayer technology for integrated multibeam antennas, „Electronics Letters”, 2007, vol. 43, nr 11
- Gruszczyński S., Sachse K., Wincza K., Integrated four-beam dual-band antenna array fed by broadband Butler matrix, „Electronics Letters”, 2007, vol. 43, nr 1, s. 7–8
- Gruszczyński S., Sachse K., Wincza K., Aperture coupled to stripline antenna element for integrated antenna arrays, „Electronics Letters”, 2006, vol. 42, nr 3, s. 130–131
- Sachse K., Sawicki A., Novel coupled-line conductor-backed coplanar and microstrip directional couplers for PCB and LTCC applications, „IEEE Transactions on Microwave Theory and Techniques”, 2003, vol. 51, nr 6, s. 1743–1751

### referaty konferencyjne
- Gruszczyński S., Sachse K., Compensated broadband five-section directional coupler for application in Butler matrices, [w:] 4-th Microwave and Radar Week MRW-2010: 18th International Conference on Microwaves, Radar and Wireless Communications, MIKON-2010, Vilnius, Lithuania, June 14-16, 2010. Vol. 1 / [ed. Borisas Levitas]. Vilnius: JUSIDA, [2010]. s. 240–243
- Sachse K., Wincza K., Broadband 4x4 Butler matrix in microstrip multilayer technology designed with the use of three-section directional couplers and phase correction networks, [w:] 4-th Microwave and Radar Week MRW-2010: 18th International Conference on Microwaves, Radar and Wireless Communications, MIKON-2010, Vilnius, Lithuania, June 14-16, 2010. Vol. 1 / [ed. Borisas Levitas]. Vilnius: JUSIDA, [2010]. s. 260–263
- Gruszczyński S., Sachse K., Wincza K., Design of a broadband low-loss coupled-line multisection symmetrical 3-dB directional coupler in suspended stripline technology, [w:] 2010 Asia-Pacific Microwave Conference Proceedings, APMC 2010, Dec. 7-10 [2010], Yokohama, Japan. Tokyo: The Institute of Electronics, Information and Communication Engineers, cop. 2010. s. 1228–1231